# Nancy-Marie Vuille
Pour les articles homonymes, voir Vuille.
Nancy-Marie Vuille, née le 25 novembre 1867 à Neuchâtel et morte à Genève le 31 janvier 1906, est un écrivaine suisse.

## Biographie
Née à Neuchâtel du mariage de Louis Vuille et d'Adèle Gladès, Nancy-Marie Vuille grandit à Genève où son père tient la brasserie de Saint-Jean. Elle y fait son école secondaire avant d'intégrer, accompagnée de sa seconde sœur, un pensionnat à Weinheim, puis un autre à Hampstead.
De retour en Suisse, elle s'inscrit à l'Université de Genève où elle suit les cours d'Édouard Rod. Nancy-Marie Vuille développe alors une relation privilégiée avec son enseignant qui soutient son activité littéraire naissante. Elle choisit d'abord d'écrire sous le pseudonyme d’Anne-Marie avant d'opter pour celui d’André Gladès, en référence au nom de jeune fille de sa mère. À partir de 1893, elle vit à Paris et continue à fréquenter Édouard Rod avec lequel elle entretient une abondante correspondance. Là, elle écrit ses trois romans : Au gré des choses (1895), Résistance (1898) et Le Stérile sacrifice (1901). Nancy-Marie Vuille publie aussi des nouvelles, des essais, des traductions et une étude sur le poète italien Giovanni Cena (1870-1917). De plus, elle écrit aussi pour la presse.
Marie-Nancy Vuille décède en 1906, à l'âge de 39 ans, des suites d'une longue maladie. Après sa mort, Édouard Rod publie et préface la dernière nouvelle de son amie : Florence Monneroy.

## Œuvres principales
- André Gladès, Au gré des choses, Paris, Perrin, 1895.
- André Gladès, Résistance, Paris, Perrin ; Lausanne, F. Payot, 1898.
- André Gladès, Le stérile sacrifice, Lausanne, F. Payot, 1901 ; Morges, Éd. Cabédita, 1988[6].
- André Gladès, Florence Monneroy, Lausanne, Payot et Cie, 1906.